# Hololena turba
Hololena turba là một loài nhện trong họ Agelenidae.
Loài này thuộc chi Hololena. Hololena turba được Ralph Vary Chamberlin & Wilton Ivie miêu tả năm 1942.